# SMS Seydlitz
O SMS Seydlitz foi um cruzador de batalha operado pela Marinha Imperial Alemã. Sua construção começou em fevereiro de 1911 nos estaleiros da Blohm & Voss em Hamburgo e foi lançado ao mar em março de 1912, sendo comissionado na frota alemã em maio do ano seguinte. Seu projeto era baseado na predecessora Classe Moltke e era armado com uma bateria principal composta por dez canhões de 283 milímetros montados em cinco torres de artilharia duplas, tinha um deslocamento carregado de mais de 28 mil toneladas e alcançava uma velocidade máxima de 26,5 nós.
O Seydlitz teve uma curta carreira em tempos de paz que envolveu a participação em exercícios de rotina. A Primeira Guerra Mundial começou em meados de 1914 e o navio se envolveu da maioria das ações navais alemãs durante o conflito. Teve uma participação limitada na Batalha da Angra da Heligolândia em 1914, mas no ano seguinte participou ativamente da Batalha de Dogger Bank contra a força de cruzadores de batalha britânicos. Além disso, também se envolveu em algumas operações de bombardeio contra cidades litorâneas britânicas e da Batalha do Golfo de Riga.
O navio participou em meados de 1916 da Batalha da Jutlândia, em que ajudou a afundar o cruzador de batalha britânico HMS Queen Mary. Entretanto, foi seriamente danificado por vários projéteis inimigos e também um torpedo, o que quase o impediu de voltar para casa. O Seydlitz passou meses em reformas até finalmente voltar ao serviço, mas pouco fez depois disso até o fim da guerra em 1918. A Alemanha foi derrotada e a embarcação internada na base britânica de Scapa Flow. Foi deliberadamente afundado por sua tripulação em junho de 1919, mas reflutuado em 1928 e desmontado.

## Desenvolvimento
Ainda existia grande debate sobre como novos os cruzadores de batalha da Marinha Imperial Alemã deveriam ser projetados, mesmo depois do SMS Von der Tann e da Classe Moltke. O Departamento Naval Imperial pediu em 1909 ao almirante Alfred von Tirpitz, o Secretário de Estado da Marinha, que apresentasse os melhoramentos que seriam necessários para o próximo projeto. Tirpitz continuou a defender que os cruzadores de batalha deveriam ser usados apenas como batedores e para destruir cruzadores inimigos, da mesmo forma que os cruzadores de batalha da Marinha Real Britânica eram usados; isto significava canhões mais poderosos, velocidades mais altas e menor proteção de blindagem. Entretanto, o imperador Guilherme II e a maioria do Departamento da Marinha argumentavam que os navios também deveriam ser capazes de lutar na linha de batalha por conta da inferioridade numérica da Marinha Imperial. Isto exigia uma blindagem mais pesada do que aquela das embarcações britânicas. O imperador e o Departamento da Marinha venceram o debate, significando que o cruzador de batalha de 1909–1910 continuaria o mesmo padrão dos projetos do Von der Tann e da Classe Moltke.
Restrições orçamentárias significaram que haveriam compensações em velocidade, capacidades de combate e deslocamento. As especificações iniciais previam uma velocidade pelo menos igual à da Classe Moltke, enquanto o armamento principal seria de oito canhões de 305 milímetros ou dez de 283 milímetros. A equipe de projeto considerou uma proposta com torres de artilharia triplas, mas estas foram descartadas quando foi decidido que a torre padrão dupla de 283 milímetros era suficiente.
A Dieta Imperial afirmou em agosto de 1909 que não toleraria aumentos de custo sobre o que tinha sido pago pela Classe Moltke, assim o Departamento da Marinha considerou arquivar o novo projeto e em vez disso construir um terceiro membro da Classe Moltke. Tirpitz conseguiu negociar descontos nas placas de blindagem com a Krupp e Dillingen, com ele também pressionando o estaleiro da Blohm & Voss por um desconto. Estas reduções de custo liberaram recursos suficientes para que houvesse alguns melhoramentos materiais ao projeto. Guilherme aprovou o projeto do novo navio em 27 de janeiro de 1910 e a embarcação foi encomendada sob o nome provisório de "Cruzador J".

## Projeto

### Características

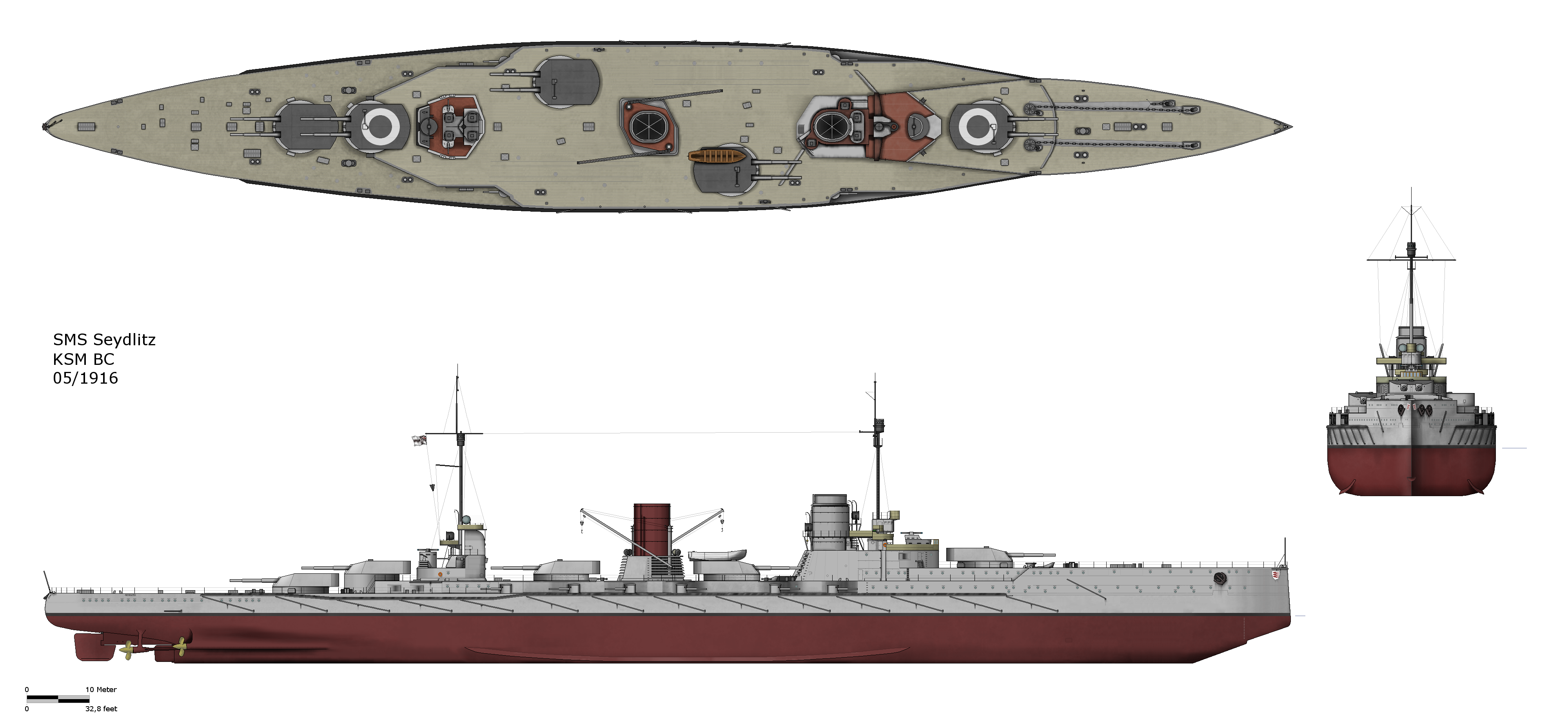
Desenho do Seydlitz em 1916

O Seydlitz tinha duzentos metros de comprimento da linha de flutuação e 200,6 metros de comprimento de fora a fora. Tinha uma boca de 28,5 metros, mas esta cresceu para 28,8 metros com a adição de redes antitorpedo. Tinha um calado de 9,29 metros à vante e 9,09 metros à ré. Seu deslocamento normal era de 24 988 toneladas, enquanto o deslocamento carregado chegava a 28 550 toneladas. O navio tinha um fundo duplo que percorria 76 por cento do comprimento do casco.
O navio carregava várias embarcações menores, incluindo um barco de piquete, três barcas, duas lanchas, dois yawls e dois botes. O Seydlitz foi descrito como uma embarcação com boa navegabilidade e de movimentos gentis. Ele perdia até sessenta por cento da sua velocidade com o leme totalmente virado e alteava em até nove graus. Sua tripulação padrão era composta por 43 oficiais e 1 025 marinheiros, mas como capitânia esses recebiam um acréscimo de treze oficiais e 62 marinheiros.

### Propulsão
O sistema de propulsão do Seydlitz era composto por quatro turbinas a vapor Parsons de transmissão direta que eram arranjadas em dois conjuntos. Cada conjunto consistia em uma turbina de alta pressão externa e uma turbina de baixa pressão interna. Cada turbina girava uma hélice de três lâminas com 3,88 metros de diâmetro. A vapor necessário para movimentar as turbinas vinha de 27 caldeiras de pequenos tubos Schulz-Thornycroft, cada uma com duas fornalhas. As caldeiras ficavam divididas em três salas e sua exaustão era canalizada para duas chaminés bem espaçadas. A energia elétrica vinha de seis turbogeradores que produziam 1,8 mil quilowatts a 220 volts.
Os motores foram projetados para terem uma potência indicada de 63 mil cavalos-vapor (46,3 mil quilowatts) para uma velocidade máxima de 26,5 nós (49,1 quilômetros por hora). Todo o sistema foi forçado durante os testes marítimos e o navio conseguiu alcançar uma velocidade máxima de 28,1 nós (52 quilômetros por hora) a partir de uma potência de 89 738 cavalos-vapor (65 984 quilowatts). O Seydlitz podia carregar até 3,6 mil toneladas de carvão, o que proporcionava uma autonomia de 4,2 mil milhas náuticas (7,8 mil quilômetros) a uma velocidade de cruzeiro de catorze nós (26 quilômetros por hora). A direção era controlada por dois lemes instalados lado a lado.

### Armamento

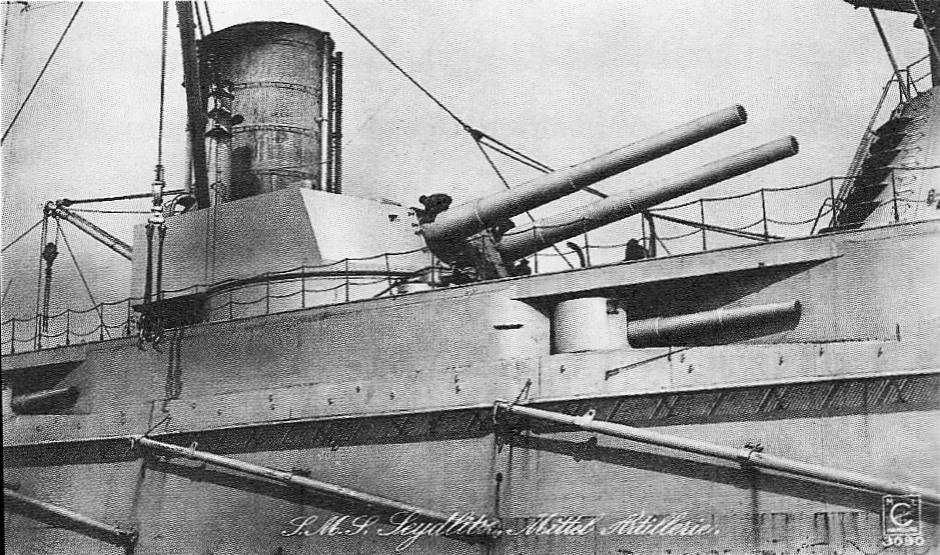
Uma torre de artilharia principal do Seydliz com um canhão secundário em uma casamata abaixo

A bateria principal do Seydlitz era praticamente idêntica ao da predecessora Classe Moltke: dez canhões calibre 50 de 283 milímetros montados em cinco torres de artilharia duplas. As armas também tinham o mesmo arranjo, com uma torre à vante, duas en echelon à meia-nau e duas sobrepostas à ré. As montagens eram as novas Drh. L C/1910, permitindo que os canhões abaixassem até oito graus negativos e elevassem até 13,5 graus, a mesma amplitude angular das predecessoras torres Drh. L C/1908. Em elevação máxima tinham um alcance de 18,1 quilômetros. As torres foram modificadas em 1916 e a elevação máxima foi aumentada para dezesseis graus, o que aumentou o alcance para 19,1 quilômetros. Cada torre de artilharia era equipada com um telêmetro de três metros, com exceção da quinta torre, com um telêmetro extra ficando na torre de controle de artilharia, que estava localizada diretamente à ré da torre de comando. Cada canhão tinha um carregamento de 87 projéteis para um total de 870. Eles pesavam 305 quilogramas e eram disparados com uma antecarga de propelente de 24 quilogramas em um saco de seda e uma carga principal de 75 quilogramas em um cartucho de latão. A velocidade de saída era de 880 metros por segundo. As culatras eram fechadas manualmente, o que forçava as armas a voltarem para um ângulo de zero grau para serem recarregadas. Elevação e rotação eram controladas hidraulicamente.
A bateria secundária também era similar a aquela da Classe Moltke. Tinha doze canhões de disparo rápido calibre 45 de 149 milímetros montados em casamatas na parte central do casco. Estas armas disparavam projéteis perfurantes a uma cadência de tiro de quatro a cinco disparos por minuto. Podiam abaixar até sete graus negativos e elevar até vinte graus, inicialmente tendo um alcance máximo de 13,5 quilômetros que foi aumentado para 16,8 quilômetros nas mesmas reformas ocorridas em 1916. Os projéteis pesavam 51 quilogramas e eram disparados a uma velocidade de saída de 735 metros por segundo. Os canhões eram elevados e girados manualmente.
A defesa contra barcos torpedeiros tinha doze canhões de disparo rápido calibre 45 de 88 milímetros também em casamatas. Disparavam projéteis de 7,04 quilogramas a uma velocidade de saída de 590 metros por segundo. Sua cadência de tiro era de aproximadamente quinze disparos por minuto, enquanto o alcance máximo era de 6,9 quilômetros. As montagens também era operadas manualmente. Dois canhões foram removidos em 1916 e substituídos por canhões antiaéreos Flak calibre 45 de 88 milímetros.
Foi equipado com quatro tubos de torpedo de quinhentos milímetros submersos, como era costume para os navios capitais alemães da época. Um ficava na proa, um na popa e um em cada lateral. Podia carregar até onze torpedos. Estes eram inicialmente do modelo G6, que tinham uma ogiva de 140 quilogramas e duas configurações de velocidade e alcance: 27 nós (cinquenta quilômetros por hora) para cinco quilômetros ou 35 nós (65 quilômetros por hora) para 2,2 quilômetros. Eles foram substituídos no início de 1913 pelo modelo G7, que tinha uma ogiva de duzentos quilogramas e melhores configurações: 27 nós para 17,2 quilômetros ou 37 nós (69 quilômetros por hora) para 7,4 quilômetros.

### Blindagem
O Seydlitz usava como blindagem aço cimentado e aço níquel Krupp, como era o padrão dos navios alemães da época. Seu cinturão de blindagem tinha trezentos milímetros de espessura na parte mais espessa da cidadela, reduzindo-se para cem milímetros na proa e na popa. O cinturão principal era reforçado por uma antepara antitorpedo de cinquenta milímetros. A torre de comando de vante tinha laterais de 350 milímetros e um teto de duzentos milímetros. As torres de artilharia eram protegidas por laterais de 250 milímetros, enquanto seus tetos tinha uma espessura de setenta a cem milímetros. As casamatas tinham laterais de 150 milímetros e tetos de 35 milímetros. A espessura da blindagem do convés variava dependendo da área sendo protegida. Este tinha oitenta milímetros sobre as áreas mais vitais, enquanto sobre aquelas menos importantes ficava em apenas trinta milímetros. Um cinturão de blindagem inclinado de cinquenta milímetros ficava abaixo do convés principal. As barbetas das torres de artilharia tinham placas de 230 milímetros, mas as partes que ficavam atrás do cinturão principal eram mais finas para economizar peso, uma prática usada na maioria dos navios alemães e britânicos da época.

## Carreira

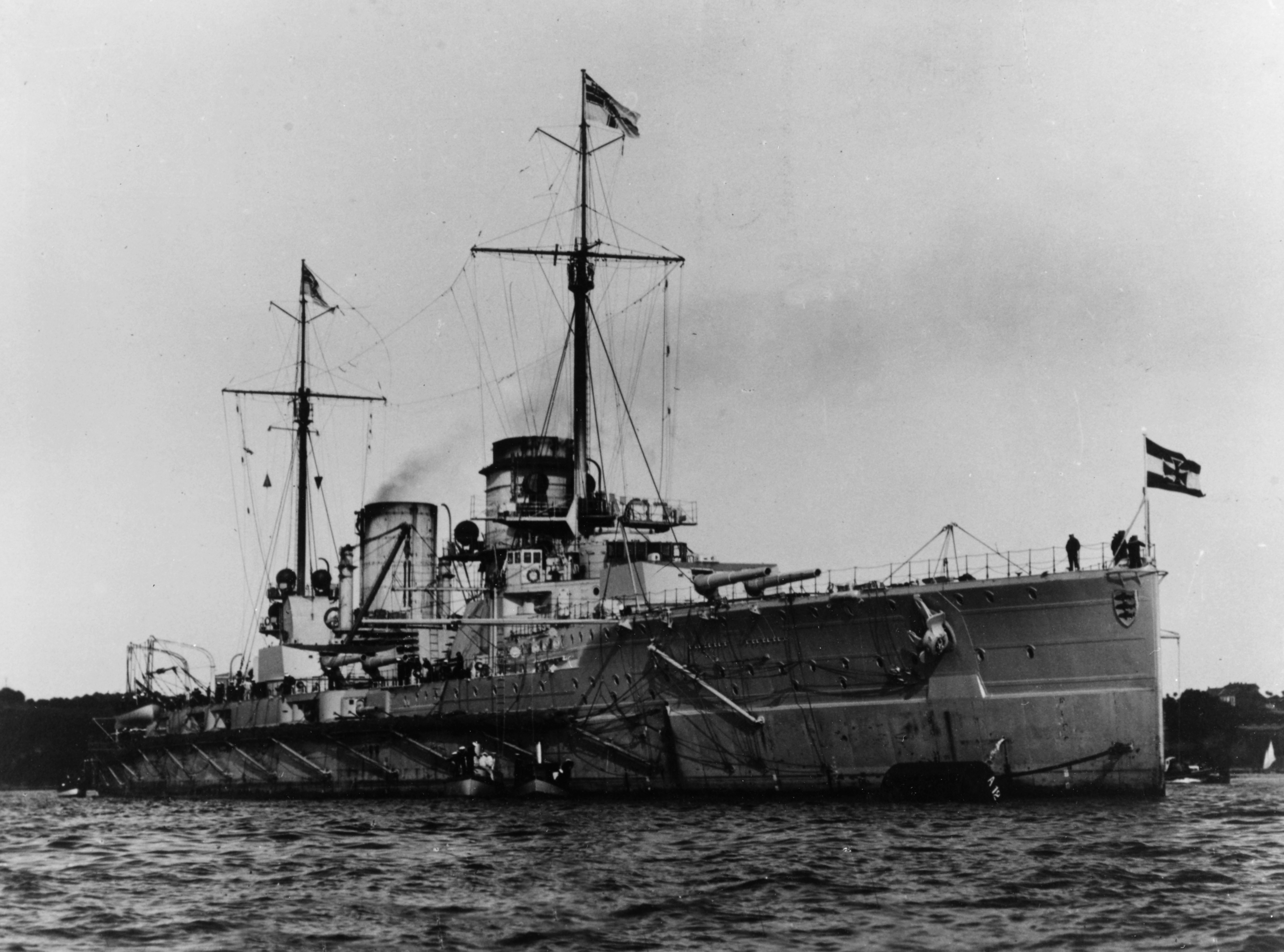
O Seydlitz c. 1913

O batimento de quilha do Seydlitz ocorreu em 4 de fevereiro de 1911 nos estaleiros da Blohm & Voss em Hamburgo. Foi lançado ao mar em 30 de março de 1912, quando foi batizado pelo general de cavalaria Karl Wilhelm Heinrich von Kleist. Foi comissionado na frota alemã em 22 de maio de 1913, com sua tripulação tendo sido transferida do antigo cruzador blindado SMS Yorck, que tinha sido recentemente transferido para a frota de reserva. O navio passou por seus testes marítimos e se juntou ao resto da Frota de Alto-Mar para manobras de treinamento próximas da Heligolândia. Tornou-se a capitânia do contra-almirante Franz Hipper, o comandante do I Grupo de Reconhecimento, em 23 de junho de 1914. Permaneceria como a capitânia de Hipper até 26 de outubro de 1917.

### Primeira Guerra Mundial

#### Heligolândia e Yarmouth
A Primeira Guerra Mundial começou no final de julho de 1914 e um breve confronto entre cruzadores rápidos alemães e uma força de cruzadores e cruzadores de batalha britânicos ocorreu em 28 de agosto, a Batalha da Angra da Heligolândia. Cruzadores rápidos britânicos atacaram pela manhã barcos torpedeiros alemães que estavam patrulhando a Angra da Heligolândia. Os cruzadores rápidos alemães SMS Cöln, SMS Strassburg, SMS Stettin, SMS Frauenlob, SMS Stralsund e SMS Ariadne responderam e infligiram danos sérios nos britânicos. Entretanto, a 1ª Esquadra de Cruzadores de Batalha britânica chegou aproximadamente às 13h37min e rapidamente deixou os alemães em desvantagem.

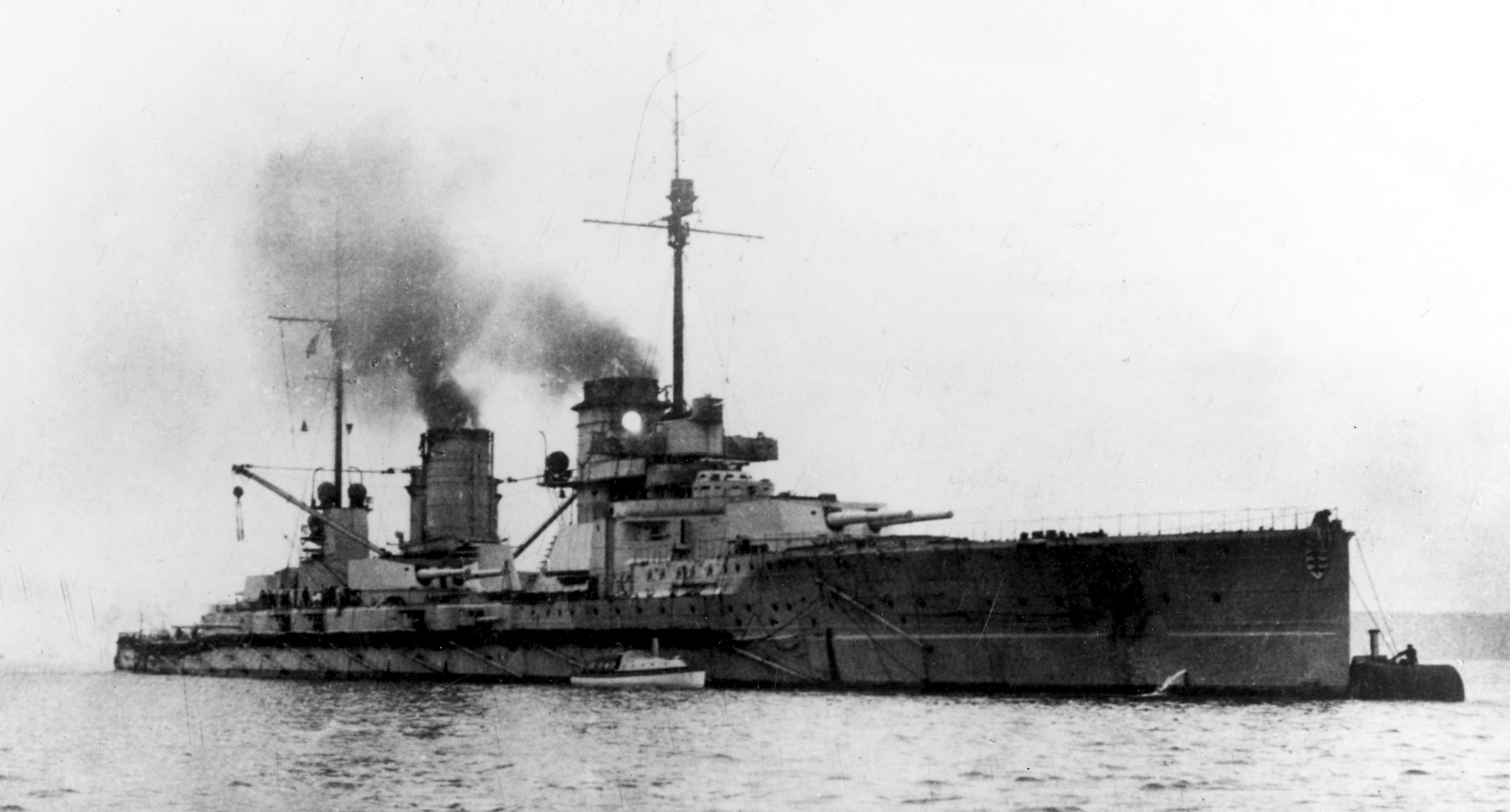
O Seydlitz c. 1914–1916

O I Grupo de Reconhecimento estava em Wilhelmshaven. Hipper pediu às 8h50min ao almirante Friedrich von Ingenohl, comandante da Frota de Alto-Mar, permissão para enviar seus navios para o resgate. O Von der Tann e o SMS Moltke ficaram prontos para zarpar às 12h10min, mas a maré baixa impediu que passassem por um banco de areia no estuário do rio Jade. Os dois conseguiram sair às 14h10min e Hipper ordenou que os cruzadores rápidos recuassem em direção dos dois cruzadores de batalha, enquanto o próprio estava aproximadamente uma hora atrás no Seydlitz. O Strassburg, Stettin, Frauenlob, Stralsund e Ariadne, os cruzadores sobreviventes, se encontraram com o Moltke e o Von der Tann às 14h25min. O Seydlitz chegou às 15h10min, mas o Ariadne estava muito danificado e afundou. Os três cruzadores de batalha avançaram cautelosamente em uma busca infrutífera pelos dois navios que faltavam, o Cöln e o SMS Mainz. Os alemães deram a volta às 16h00min e chegaram no estuário do Jade por volta das 20h23min.
O Seydlitz, Moltke, Von der Tann, o cruzador blindado SMS Blücher e quatro cruzadores rápidos partiram em surtida às 16h30min de 2 de novembro e seguiram em direção ao litoral britânico. Eles bombardearam o porto de Great Yarmouth ao amanhecer do dia seguinte enquanto o Stralsund criava um campo minado. O submarino britânico HMS D5 respondeu ao ataque, mas bateu em uma das minas e afundou. Hipper pouco depois ordenou que os navios voltassem para casa. Entretanto, enquanto retornavam, uma neblina cobriu a Angra da Heligolândia, assim todos receberam ordens de parar até a visibilidade melhorar para que pudessem navegar em segurança pelos campos minados defensivos. O Yorck cometeu um erro de navegação que o levou para um dos campos minados, batendo em duas minas e afundando.

#### Hartlepool
Ingenohl decidiu realizar outro ataque contra o litoral britânico com o objetivo de atrair uma parte da Grande Frota para que pudesse ser isolada e destruída. O Seydlitz, Moltke, Von der Tann, o novo cruzador de batalha SMS Derfflinger, o Blücher, os cruzadores rápidos Stralsund, Strassburg, SMS Kolberg e SMS Graudenz, mais duas esquadras de barcos torpedeiros, deixaram o estuário do Jade às 3h20min de 15 de dezembro. Navegaram para o norte no farol do Recife de Horns, ponto em que viraram para o oeste e seguiram rumo a Scarborough. O resto da Frota de Alto-Mar deixou o porto doze horas depois da partida do I Grupo de Reconhecimento para dar cobertura distante. A frota principal tinha catorze couraçados dreadnought, oito pré-dreadnoughts e uma força de escolta de dois cruzadores blindados, sete cruzadores rápidos e 54 barcos torpedeiros.
O cruzador rápido SMS Magdenburg tinha encalhado no Golfo da Finlândia em 26 de agosto, com seus destroços tendo sido tomados pelos russos. Eles encontraram livros de códigos alemães, repassando esses documentos para a Marinha Real Britânica, cuja unidade de criptografia começou a decifrar as transmissões alemãs. Eles interceptaram mensagens em 14 de dezembro relatando o planejado bombardeio de Scarborough. Os detalhes exatos do plano eram desconhecidos e os britânicos presumiram que a Frota de Alto Mar permaneceria no porto, como havia acontecido no bombardeio anterior. A 1ª Esquadra de Cruzadores de Batalha com seus quatro navios, apoiada pela 3ª Esquadra de Cruzadores e a 1º Esquadra de Cruzadores Rápidos, junto com seis dreadnoughts da 2ª Esquadra de Batalha foram enviados para emboscar os alemães.

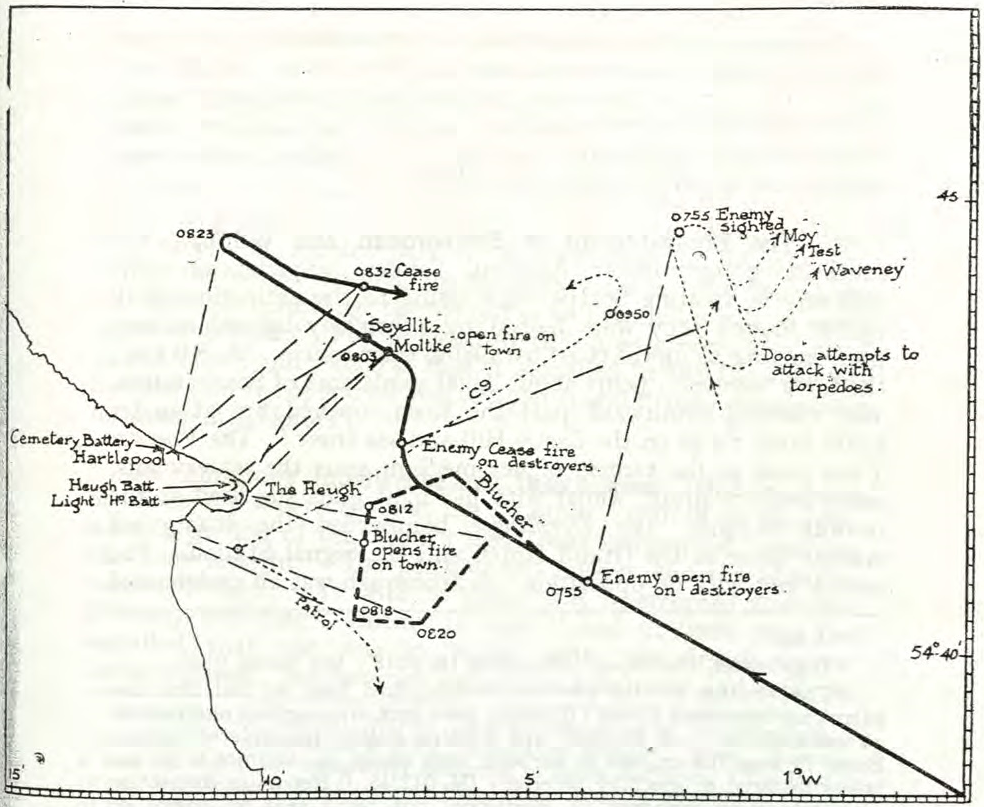
Mapa do bombardeio de Hartlepool

O corpo principal da Frota de Alto-Mar encontrou contratorpedeiros britânicos na noite do dia 15 para o 16. Ingenohl, temendo um ataque de torpedos noturno, ordenou uma retirada. A força de bombardeio não sabia do recuo do resto da frota e prosseguiu como planejado. O Seydlitz, Moltke e Blücher foram para o norte bombardear Hartlepool, enquanto Von der Tann e Derfflinger foram para o sul bombardear Scarborough e Whitby. O Seydlitz foi atingido três vezes por baterias costeiras, mas sofreu apenas danos mínimos e nenhuma baixa. Os dois grupos se reencontraram às 9h45min do dia 16 e iniciaram seu retorno para casa.
Os cruzadores de batalha britânicos nesta altura tinham se posicionado para bloquear a rota escolhida por Hipper enquanto outras forças estavam à caminho para fechar o cerco. Os cruzadores rápidos alemães começaram a passar às 12h25min pelas forças britânicas. Um dos navios da 2º Esquadra de Cruzadores Rápidos avistou o Stralsund e enviou um relatório ao contra-almirante David Beatty, o comandante da 1ª Esquadra de Cruzadores de Batalha. Ele colocou seus navios em direção aos alemães às 12h30min, presumindo que eram a vanguarda dos cruzadores de batalha. Entretanto, a força de Hipper estava cinquenta quilômetros na frente. A 2º Esquadra de Cruzadores Rápidos era a força avançada de Beatty e foi destacada para perseguir os cruzadores alemães, mas uma comunicação mal interpretada fez com que voltassem para suas posições anteriores. Esta confusão permitiu que os cruzadores rápidos alemães escapassem e alertassem sobre a localização dos britânicos. O I Grupo de Reconhecimento passou pelo nordeste das forças britânicas e escapou.
Britânicos e alemães ficaram decepcionados pelo resultado da ação. A reputação de Ingenohl sofreu enormemente, com o capitão de mar Magnus von Levetzow, o comandante do Moltke, ficando furioso e chegando a afirmar que o almirante tinha recuado "porque estava com medo de 11 contratorpedeiros britânicos que poderiam ter sido eliminados ... sob a liderança atual realizaremos nada". A história oficial alemã criticou Ingenohl por não usar suas forças rápidas para determinar o tamanho da força britânica, afirmando que "ele decidiu por uma medida que não apenas ameaçou seriamente o avanço de suas forças no litoral Inglês, mas também privou a Frota Alemã de um sinal e vitória certa".

#### Dogger Bank

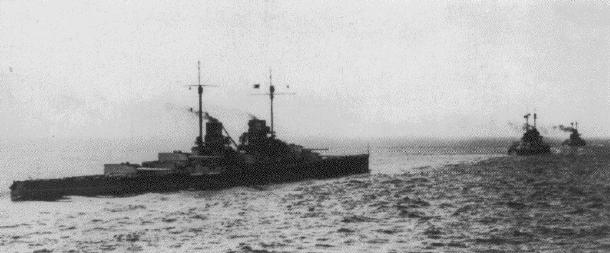
O Derfflinger, Moltke e Seydlitz seguindo para Dogger Bank em janeiro de 1915

Os alemães descobriram no início de janeiro de 1915 que navios britânicos estavam realizando reconhecimento da área de Dogger Bank. Ingenohl estava relutante em tentar destruir essas forças, pois o I Grupo de Reconhecimento estava temporariamente enfraquecido com o Von der Tann em manutenção. O contra-almirante Richard Eckermann, o Chefe do Estado-Maior da Frota de Alto-Mar, insistiu que a operação seguisse adiante, assim Ingenohl cedeu e ordenou que os cruzadores de batalha fossem para Dogger Bank. O I Grupo de Reconhecimento, na época composto pelo Seydlitz, Moltke, Derfflinger e Blücher, partiu em 23 de janeiro na companhia dos cruzadores rápidos Graudenz, Stralsund, Kolberg e SMS Rostock, mais dezenove barcos torpedeiros da V Flotilha e da II e XVIII Meia-Flotilhas. O Graudenz e o Stralsund foram colocados na vanguarda, enquanto o Kolberg e o Rostock ficaram a estibordo e bombordo, respectivamente. Cada cruzador rápido tinha meia-flotilha de barcos torpedeiros consigo.
Os britânicos novamente interceptaram e decifraram as transmissões alemães. Eles não descobriram detalhes exatos da operação, mas foram capazes de deduzir que os cruzadores de batalha iriam realizar uma operação na área de Dogger Bank. A 1ª Esquadra de Cruzadores de Batalha de Beatty foi enviada junto com a 2ª Esquadra de Cruzadores de Batalha do contra-almirante Gordon Moore e a 2ª Esquadra de Cruzadores Rápidos do comodoro William Goodenough, que se encontraram às 8h00min do dia 24 com os contratorpedeiros da Força de Harwich do comodoro Reginald Tyrwhitt à aproximadamente trinta milhas náuticas (56 quilômetros) de Dogger Bank. O Kolberg avistou o cruzador rápido HMS Aurora e vários contratorpedeiros às 8h14min. O Aurora iluminou o Kolberg com um holofote, com o navio alemão atacando e acertando seu inimigo duas vezes. O cruzador britânico também atacou e acertou dois projéteis. Hipper imediatamente ordenou que seus navios seguissem para o combate. O Stralsund avistou quase simultaneamente grandes quantidades de fumaça sobre o horizonte ao noroeste. Isto foi identificado como grandes navios de guerra britânicos se aproximando.

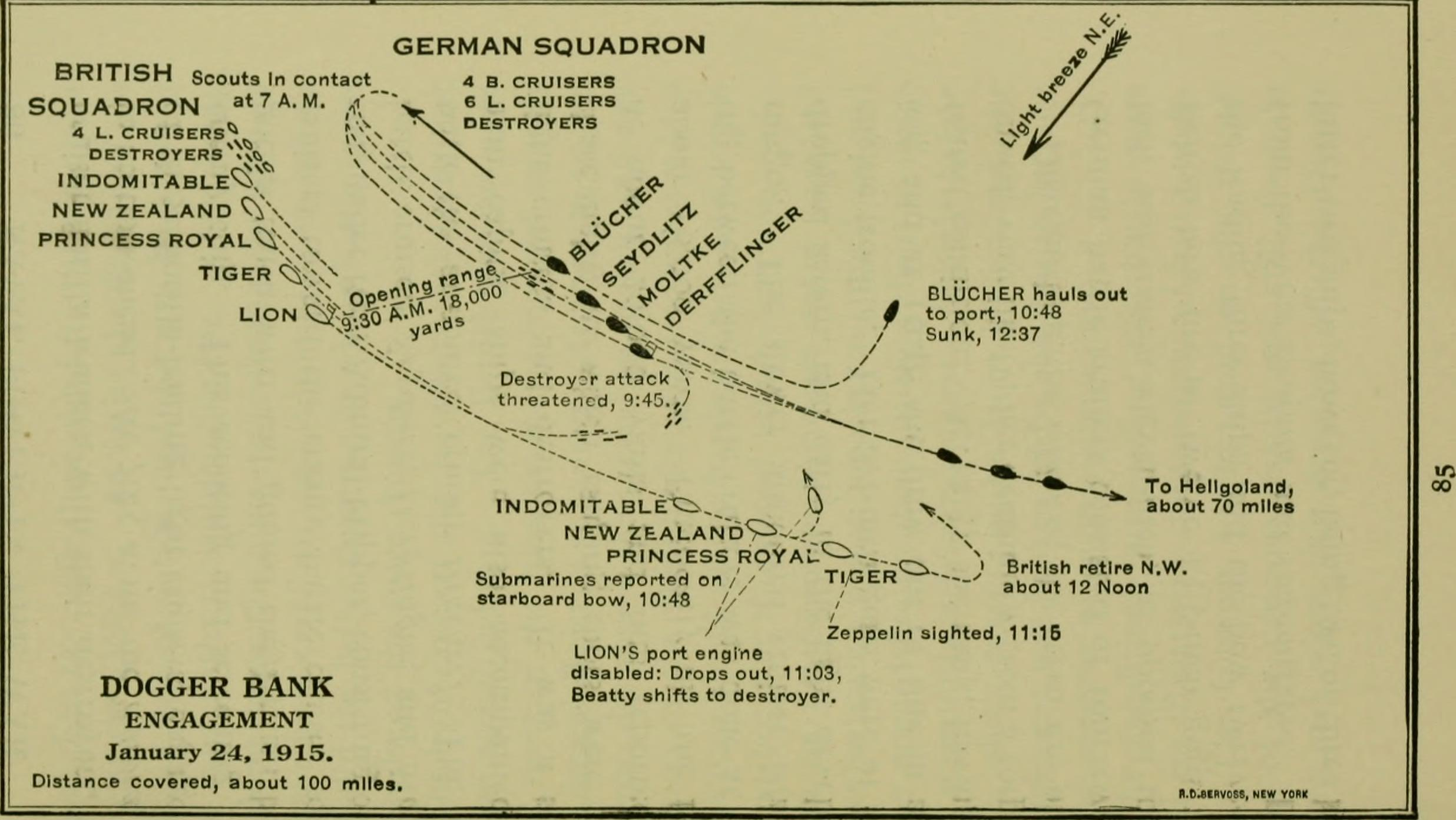
Mapa da Batalha de Dogger Bank

Hipper então virou para o sul a fim de fugir, porém o Blücher limitou sua velocidade a 23 nós (43 quilômetros por hora). Os cruzadores de batalha britânicos estavam navegando a 27 nós (cinquenta quilômetros por hora) e rapidamente alcançaram os alemães. O HMS Lion abriu fogo contra o Blücher às 9h52min de uma distância de aproximadamente 18,3 quilômetros, com o HMS Queen Mary e HMS Tiger abrindo fogo também pouco depois. Os primeiros acertos no Blücher ocorreram às 10h09min, com os alemães abrindo fogo dois minutos depois, concentrando-se principalmente no Lion, que estava a 16,5 quilômetros. Este foi atingido na linha de flutuação às 10h28min, abrindo um buraco no casco que inundou um depósito de carvão. O HMS New Zealand também começou a disparar contra o Blücher às 10h30min. A distância diminuiu para dezesseis quilômetros às 10h35min, momento em que toda a linha alemã estava dentro do alcance efetivo das embarcações britânicas. Beatty ordenou que seus cruzadores de batalha enfrentassem suas contrapartes alemãs. Entretanto, confusão a bordo do Tiger o fez acreditar que deveria atacar o Seydlitz, deixando o Moltke livre do fogo inimigo.
O Seydlitz foi acertado no castelo de proa às 10h25min por um projétil de 343 milímetros disparado pelo Lion, mas isto causou apenas danos mínimos. Foi acertado novamente pelo Lion às 10h40min, desta vez com o projétil perfurando o convés e penetrando a barbeta da última torre de artilharia. O projétil não conseguiu entrar na barbeta, mas a explosão vazou para dentro da câmara funcional e detonou as cargas de propelentes guardadas no local. O historiador V. E. Tarrant descreveu o que ocorreu em seguida:
| “ | Na câmara de recarga, onde o projétil penetrou, parte da carga em prontidão para recarga foi inflamada. As chamas subiram para dentro da torre e para baixo para a câmara de munição, e daí por uma porta de ligação, geralmente mantida fechada, através da qual homens da câmara de munição tentaram escapar para a outra torre de artilharia. As chamas então avançaram para a outra câmara de munição e daí para a segunda torre, e por esta causa todas as equipes de artilharia de ambas as torres pereceram muito rapidamente. As chamas subiam acima das torres tão alto quanto uma casa. | ” |

A explosão destruiu as duas torres de artilharia de ré e matou 159 tripulantes. O incêndio só não se espalhou também para os depósitos de munição, algo que poderia ter destruído o navio, por conta da rápida ação do oficial executivo do Seydlitz, que ordenou que os depósitos fossem inundados. O mestre de bombas Wilhelm Heidkamp foi seriamente ferido quando virou as válvulas em brasa para inundar os depósitos. A embarcação acertou o Lion às 11h01min com um único projétil de 283 milímetros, mas isto foi suficiente para incapacitar dois dos motores do navio britânico. Pouco depois o Derfflinger também acertou o Lion com um projétil de 305 milímetros na linha de flutuação. Este acerto permitiu que água entrasse no tanque de alimentação de bombordo, o que acabou por incapacitar ainda mais o navio, já que a contaminação com a água salgada do mar forçou sua tripulação a desligar o motor de bombordo. O Seydlitz foi atingido novamente às 11h25min no seu cinturão principal, mas isto causou poucos danos.
O Blücher nessa altura já tinha sido seriamente danificado por vários acertos. A perseguição terminou quando chegaram relatos de vários submarinos alemães diante da frota britânica, com Beatty ordenando manobras evasivas que permitiram que os alemães aumentassem a distância de seus perseguidores. O último dínamo operacional do Lion parou de funcionar nesta altura e sua velocidade caiu para apenas quinze nós (28 quilômetros por hora). Beatty, a bordo do navio, ordenou que os cruzadores de batalha restantes enfrentassem a retaguarda do inimigo, mas confusão nas transmissões dos sinais fez com que todos atacassem apenas o Blücher, consequentemente permitindo que o Seydlitz, Moltke e Derfflinger escapassem. Beatty se transferiu para o HMS Princess Royal, mas a distância para os navios alemães já tinha crescido muito e ele encerrou a perseguição às 13h50min. O Seydlitz ficou sob reparos no Estaleiro Imperial de Wilhelmshaven de 25 de janeiro até 31 de março, depois do qual retornou para a frota.

#### Golfo de Riga
O Seydlitz, Moltke e Von der Tann foram transferidos para o Mar Báltico em 3 de agosto com o objetivo de participarem de uma surtida no Golfo de Riga. A intenção da operação era destruir as forças navais da Marinha Imperial Russa que estava atuando na área, incluindo o couraçado pré-dreadnought Slava, além de usar um lança-minas para criar um campo minado bloqueando a entrada do Estreito de Moon. As forças navais alemãs ficaram sob o comando do agora vice-almirante Hipper e incluíam os quatro couraçados da Classe Nassau, os quatro couraçados da Classe Helgoland, os cruzadores de batalha Seydlitz, Von der Tann e Moltke, mais várias outras embarcações menores. O Seydlitz e os outros dois cruzadores de batalha permaneceram no Báltico no decorrer de toda a operação e deram cobertura para o ataque contra o Golfo de Riga.
Todas as unidades pesadas voltaram para a Frota de Alto-Mar no Mar do Norte ao final da operação. O I Grupo de Reconhecimento deu cobertura para uma operação de criação de campo minado próximo de Terschelling nos Países Baixos entre 11 e 12 de setembro. O Seydlitz encalhou no Canal Imperador Guilherme em 24 de novembro, mas foi rapidamente reflutuado. Ele se enroscou em uma das barreiras de rede em 4 de dezembro enquanto deixava o canal. Mergulhadores precisaram as redes das hélices de estibordo.

#### Yarmouth e Lowestoft
O I Grupo de Reconhecimento realizou outra operação de bombardeio litorâneo contra o Reino Unido entre 24 e 25 de abril de 1916, desta vez nas cidades de Yarmouth e Lowestoft. Hipper estava de licença médica, assim os navios alemães foram comandados pelo contra-almirante Friedrich Boedicker a bordo do Seydlitz. Este, o Derfflinger, o novo cruzador de batalha SMS Lützow, o Moltke e o Von der Tann deixaram a Baía de Jade às 10h55min do dia 24. Tinham o apoio de uma escolta de seis cruzadores rápidos e duas flotilhas de barcos torpedeiros. As unidades maiores da Frota de Alto-Mar, agora sob o comando do vice-almirante Reinhard Scheer, partiram às 13h40min para dar cobertura distante para as embarcações de Boedicker. O Almirantado Britânico soube da surtida alemã pela interceptação de suas comunicações, enviado a Grande Frota às 15h50min.
A força de Boedicker chegou em uma posição próxima de Norderney às 14h00min, ponto em que viraram para o norte a fim de evitar observadores holandeses em Terschelling. O Seydlitz bateu em uma mina às 15h38min que abriu um buraco de quinze metros à ré do tubo de torpedo de estibordo. Onze tripulantes foram mortos, 1,4 mil toneladas de água entraram no navio e o calado da proa aumentou em 1,4 metro. O Seydlitz deu a volta com a escolta dos cruzadores rápidos a quinze nós (28 quilômetros por hora). Os quatro cruzadores de batalha restantes imediatamente viraram para o sul em direção a Nordeney para evitarem outras minas. O Seydlitz ficou livre de perigos às 16h00min, assim parou para permitir que Boedicker desembarcasse. O barco torpedeiro SMS V28 transportou o almirante para o Lützow e a operação prosseguiu como planejado. O Seydlitz em seguida continuou a recuar de volta para Jade com a escolta de dois barcos torpedeiros. Ele ficou fora de serviço por mais de um mês enquanto passava por reparos.

#### Jutlândia

##### Partida

Movimentos britânicos (azul) e alemães (vermelho) na Batalha da Jutlândia

Scheer, quase imediatamente, começou a planejar outra surtida para o Mar do Norte. Ele inicialmente queria lançar a operação em meados de maio, porém os danos no Seydlitz mostraram mais difíceis de se consertar e Scheer não queria partir em uma grande incursão sem que seus cruzadores de batalha estivessem com força máxima. O Estaleiro Imperial de Wilhelmshaven relatou em 22 de maio que o navio estava pronto para voltar ao serviço, mas testes realizados naquela noite revelaram que uma área que tinha sido danificada ainda não estava estanque e que ainda haviam vazamentos nas anteparas transversais de vante e ré. Mais reparos eram necessários e assim a operação foi adiada em uma semana, época em que o estaleiro garantiu que a embarcação estaria pronta. Os reparos foram finalmente terminados ao meio-dia de 28 de maio e ele voltou ao I Grupo de Reconhecimento.
O I Grupo de Reconhecimento ancorou do lado de fora da rada de Jade na noite de 30 de maio. Eles partiram para o Skagerrak às 2h00min do dia 31 a dezesseis nós (trinta quilômetros por hora). Hipper nesta altura tinha transferido sua capitânia para o Lützow. O Seydlitz estava no centro da linha de batalha, à vante do Moltke e à ré do Derfflinger. O II Grupo de Reconhecimento, composto pelo cruzadores rápidos SMS Frankfurt, SMS Wiesbaden, SMS Pillau e SMS Elbing, o primeiro a capitânia de Boedicker, mais trinta barcos torpedeiros da II, VI e IX Flotilhas, acompanharam os cruzadores de batalha como sua escolta durante esta operação.
A Frota de Alto-Mar deixou Jade meia-hora depois com uma força composta por dezesseis dreadnoughts. Ela estava acompanhada do IV Grupo de Reconhecimento, formado pelos cruzadores rápidos Stettin, SMS München, SMS Hamburg, SMS Frauenlob e SMS Stuttgart, mais 31 barcos torpedeiros da I, III, V e VII Flotilhas, comandadas do cruzador rápido Rostock. Seis pré-dreadnoughts da II Esquadra de Batalha deixaram o estuário do rio Elba às 2h45min e se encontraram com o resto da frota às 5h00min.

##### Corrida para o sul
O I Grupo de Reconhecimento encontrou os seis navios da 1ª e 2ª Esquadras de Cruzadores de Batalha pouco antes das 16h00min. Os alemães foram os primeiros a abrirem fogo a uma distância de aproximadamente catorze quilômetros. Os telêmetros britânicos deram dados incorretos sobre a distância dos alvos, assim os primeiros disparos passaram mais de um quilômetro de distância. O Seydlitz iniciou um duelo com seu oposto na linha britânica, o Queen Mary. A distância diminuiu para 12,9 quilômetros às 16h54min, o que permitiu que a bateria secundária do navio alemão entrasse em ação. Ele estava próximo o bastante dos contratorpedeiros britânicos da 9ª e 10ª Flotilhas para que suas armas secundárias os enfrentassem de forma eficiente. Os outros quatro cruzadores de batalha alemães usaram suas baterias secundárias contra os cruzadores de batalha britânicos.
O Seydlitz foi acertado entre às 16h55min e 16h47min por dois projéteis de 343 milímetros disparados pelo Queen Mary. O primeiro penetrou a lateral do navio 1,5 metro acima do convés principal e causou vários pequenos incêndios. O segundo penetrou a barbeta da quarta torre de artilharia. Quatro cargas de propelente foram inflamadas na câmara funcional; o incêndio resultante respingou para a torre de artilharia e para baixo até o depósito de munição. As precauções que tinham sido implementadas depois da explosão na Batalha de Dogger Bank impediram a detonação dos propelentes. Mesmo assim, a torre foi destruída e a maioria de seus tripulantes foi morta.

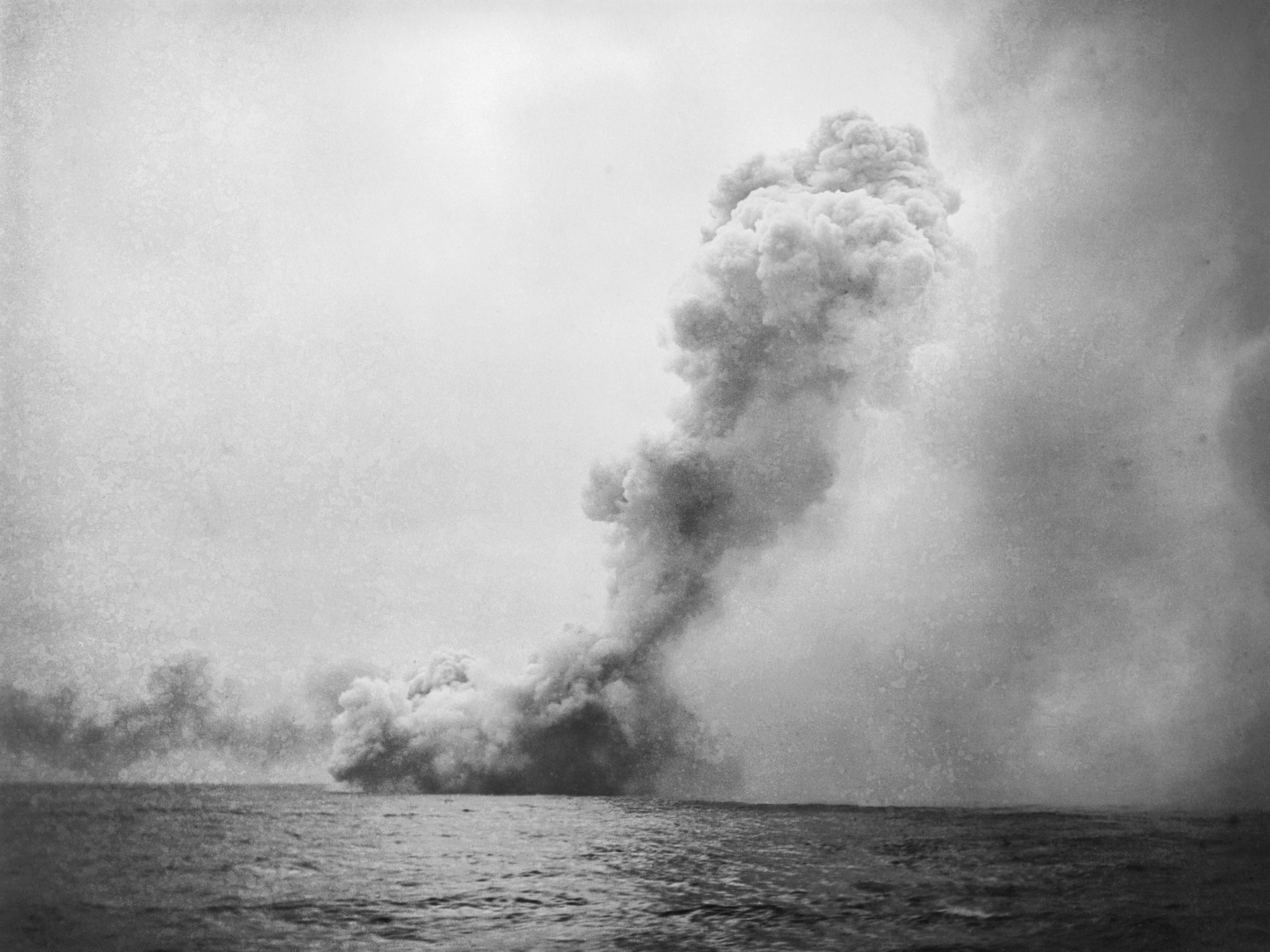
O Queen Mary explodindo depois de ser alvejado pelo Seydlitz e Derfflinger

Os cruzadores de batalha britânicos estavam sendo seriamente danificados por volta das 17h25min. O HMS Indefatigable tinha sido destruído pelo Von der Tann vinte minutos antes e assim Beatty tentou virar seus navios para longe a fim de reagrupar. Nesta altura os couraçados rápidos da Classe Queen Elizabeth pertencentes à 5ª Esquadra de Batalha chegaram no local e começaram a dar cobertura. Os cruzadores de batalha britânicos começaram a recuar, mas o Seydlitz e Derfflinger conseguiram concentrar seus disparos no Queen Mary. Pelo menos cinco projéteis de duas salvas acertaram o navio, o que causou uma enorme explosão que partiu o Queen Mary em dois. Pouco depois barcos torpedeiros alemães e contratorpedeiros britânicos tentaram atacar as linhas opostas. Um torpedo britânico acertou o Seydlitz às 17h57min. Ele atingiu diretamente abaixo da primeira torre de artilharia, pouco à ré de onde tinha batida na mina um mês antes. A explosão abriu um buraco de doze por quatro metros no casco e causou um pequeno adernamento. O navio mesmo assim conseguiu manter sua velocidade e sua posição na linha de batalha.
Os navios da vanguarda da Frota de Alto-Mar entraram no alcance eficaz dos navios britânicos por volta das 18h00min e começaram a enfrentar os cruzadores de batalha britânicos e os couraçados da Classe Queen Elizabeth. O Seydlitz foi acertado entre 18h09min e 18h19min por um projétil de 381 milímetros disparo pelo HMS Barham ou HMS Valiant. Ele acertou a torre de artilharia de meia-nau de bombordo e incapacitou os canhões. Um segundo projétil de 381 milímetros penetrou a já incapacitada quarta torre de artilharia e detonou as cargas de cordite que ainda não tinham queimado. Dois de seus canhões secundários de 149 milímetros também foram incapacitados, enquanto a última torre de artilharia perdeu seu canhão da direita.
A visibilidade diminuiu gradualmente para os navios alemães enquanto entardecia. O capitão de Moritz von Egidy, o oficial comandante do Seydlitz, comentou posteriormente: 
| “ | A visibilidade de forma geral ficou desfavorável. Havia uma bruma densa, assim apenas os flashes dos canhões inimigos, mas não os próprios navios, podiam ser vistos. Nossa distância tinha reduzido de [16,5 para 11,9 quilômetros]. De nordeste para noroeste tínhamos diante de nós uma linha inimiga disparando seus canhões, embora na névoa só pudéssemos vislumbrar os flashes de vez em quando. Era um espetáculo poderoso e terrível. | ” |

##### Confronto de frotas
As forças de Beatty estavam se aproximando da Grande Frota por volta das 19h00min e assim ele se virou em direção dos alemães a fim de atrasar sua descoberta da frota britânica, forçando-os a virar também. Isto reduziu a distância entre as duas forças de cruzadores de batalha de treze para onze quilômetros. A visibilidade continuou a favorecer os britânicos. O Seydlitz foi atingido mais seis vezes pelos minutos seguintes, principalmente à vante no navio. Um incêndio começou abaixo do castelo de proa. Os disparos dos cruzadores de batalha britânicos forçaram Hipper a temporariamente recuar para o sudoeste. Mais água começou a entrar no Seydlitz enquanto recuava e o adernamento para estibordo piorou. O navio ficou completamente inundado acima do convés do meio e nos compartimentos de vante, perdendo quase toda a sua flutuabilidade.
A Frota de Alto-Mar estava às 19h30min perseguindo os cruzadores de batalha britânicos e ainda não tinha encontrado a Grande Frota. Scheer estava considerando recuar antes que anoitecesse e a escuridão deixasse seus navios vulneráveis a ataques de torpedos. Ele ainda não tinha tomado uma decisão quando sua vanguarda encontrou o corpo principal da Grande Frota. Isto impossibilitou o recuo, porque sacrificaria os lentos pré-dreadnoughts da II Esquadra de Batalha. Caso Scheer escolhesse usar seus dreadnoughts e cruzadores de batalha para dar cobertura para sua retirada, ele deixaria seus principais e mais poderosos navios sujeitos a um poderio de fogo muito superior. Em vez disso ordenou uma virada de dezesseis graus para estibordo, o que colocaria os pré-dreadnoughts em relativa segurança no lado fora de combate da linha alemã.
O Seydlitz e os outros cruzadores de batalha ficaram atrás do SMS König, o couraçado alemão na vanguarda. O I Grupo de Reconhecimento assim ganhou um momento temporário de descanso. O almirante sir John Jellicoe, o comandante da Grande Frota, não sabia da localização e curso exatos da Frota de Alto-Mar, assim mandou que seus navios seguissem rumo leste em direção ao que achava ser o caminho mais provável para a retirada alemã. Estes estavam navegando para o oeste, mas Scheer ordenou outra virada que os colocou em uma rota para o centro da frota britânica. A Frota de Alto-Mar ficou sob fogo intenso, com Scheer ordenando que o Seydlitz, Von der Tann, Moltke e Derfflinger seguissem em alta velocidade em direção da linha britânica em uma tentativa de atrapalhar sua formação e ganhar tempo para a força principal recuar. Os cruzadores de batalha se aproximaram às 20h17min para menos de sete quilômetros do couraçado HMS Colossus, momento em que Scheer ordenou que suas embarcações atacassem o navio na vanguarda da linha britânica. Os cruzadores de batalha viraram para recuar três minutos depois, tendo a cobertura de um ataque de barcos torpedeiros.

##### Retirada

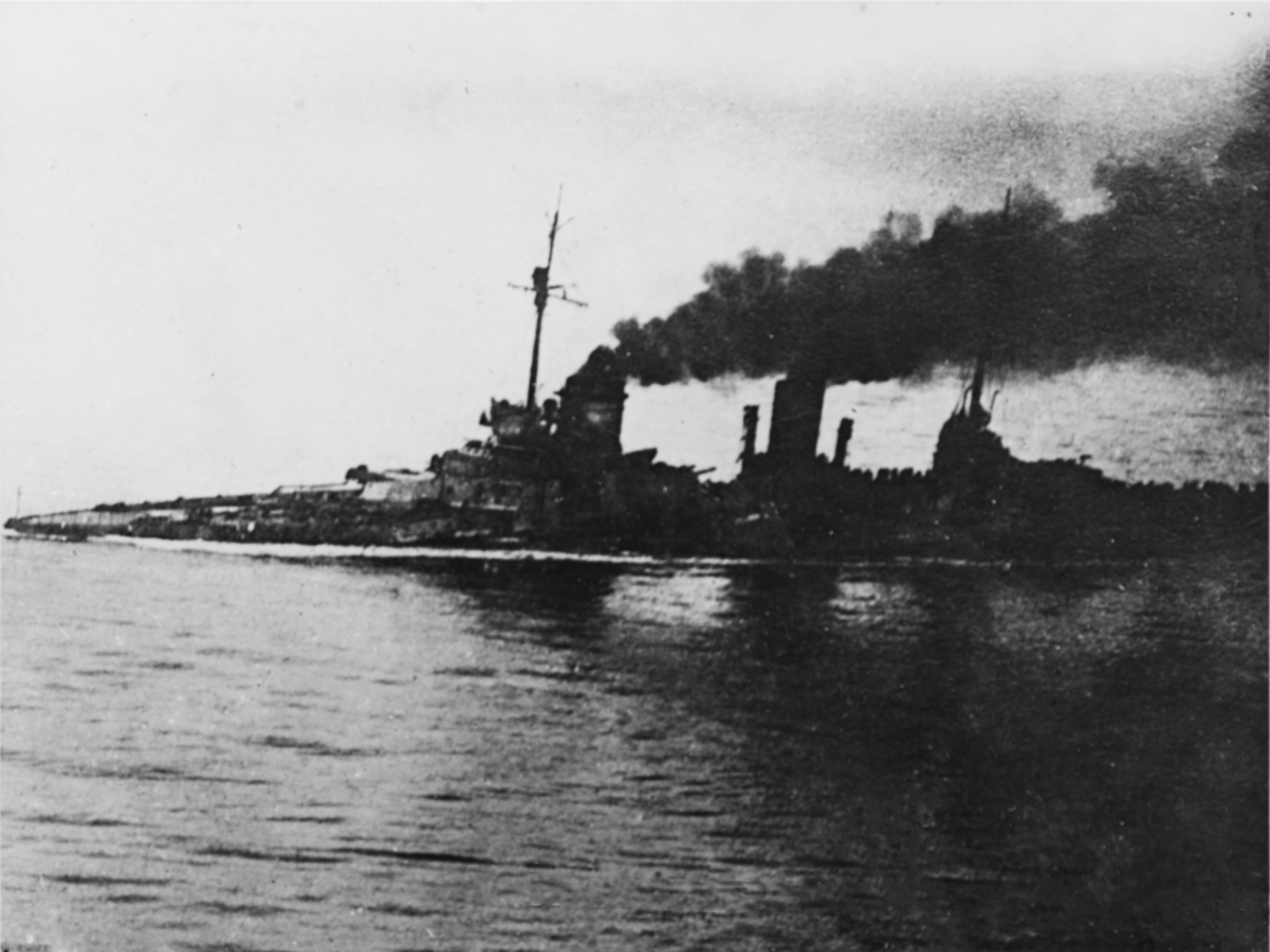
O Seydlitz seriamente danificado e adernando tentando voltar para casa

Houve uma pausa ao crepúsculo, o que permitiu que os cruzadores de batalha alemães cortassem destroços que estavam interferindo com os canhões, extinguissem incêndios, consertassem equipamentos e preparassem os holofotes para uma batalha noturna. A frota se reorganizou durante esse período para uma formação bem ordenada em ordem inversa. Os cruzadores rápidos alemães encontraram os cruzadores britânicos pouco depois das 21h00min. O novo tiroteio chamou a atenção de Beatty, que colocou seus cruzadores de batalha em rumo oeste. Ele avistou os cruzadores de batalha alemães às 21h09min e se aproximou até 7,8 quilômetros antes de abrir fogo às 21h20min. O Seydlitz foi atingido mais vezes no confronto resultante, com um projétil acertando a última torre de artilharia e outro a ponte de comando. Toda a equipe da ponte foi morta e vários homens dentro da torre de comando ficaram feridos. Os alemães revidaram com todas as armas disponíveis e acertaram o Lion e o Princess Royal às 21h32min. As manobras dos cruzadores de batalha alemães forçaram os couraçados da I Esquadra de Batalha a viraram para o oeste a fim de evitarem uma colisão. Isto colocou os pré-dreadnoughts da II Esquadra de Batalha diretamente no meio das duas linhas de cruzadores de batalha. Isto acabou impedindo que os britânicos perseguissem suas contrapartes alemãs enquanto estes viraram para o sul. Os cruzadores de batalha britânicos então abriram fogo contra os antigos couraçados, com as embarcações alemães virando para sudoeste para disparassem todos os seus canhões.
Hipper finalmente subiu a bordo do Moltke às 22h15min e ordenou que seus navios navegassem a vinte nós (37 quilômetros por hora) em direção da linha alemã. Entretanto, apenas o Moltke e o Seydlitz estavam em condição de seguir as ordens, já que o Lützow estava seriamente danificado e afundando lentamente, enquanto o Derfflinger e Von der Tann só conseguiam alcançar dezoito nós. O Seydlitz e o Moltke estavam no processo de navegar para a vanguarda da linha quando passaram próximos do Stettin, que foi forçado a reduzir sua velocidade drasticamente para evitar uma colisão. Isto por sua vez fez com que o Frauenlob, Stuttgart e München virassem para bombordo, levando-os a entrar em contato com a 2ª Esquadra de Cruzadores Rápidos a uma distância de apenas 730 metros. O contra-almirante Ludwig von Reuter decidiu tentar atrair os britânicos em direção dos dois cruzadores de batalha. Entretanto, quase simultaneamente, os muito danificados cruzadores britânicos encerraram o ataque. Durante este recuo o HMS Southampton acertou o Frauenlob com um torpedo, afundando-o com uma explosão. A formação alemã entrou em desordem e na confusão o Seydlitz perdeu o Moltke de vista. O primeiro não estava mais em condições de acompanhar os 22 nós (41 quilômetros) do segundo, assim se destacou para seguir para o Recife de Horns independentemente.

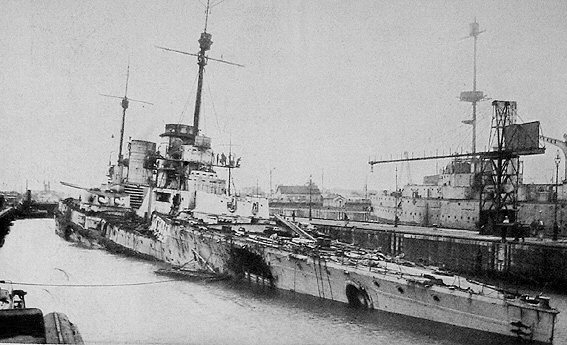
O Seydlitz em Wilhelmshaven após a batalha e aguardando reparos

O Seydlitz estava às 00h45min de 1º de junho tentando passar pela frota britânica, mas foi avistado pelo couraçado HMS Agincourt e identificado como um "navio ou contratorpedeiro". O capitão Henry M. Doughty, o oficial comandante do Agincourt, não queria entregar a posição de seu navio e assim deixou que o cruzador de batalha passasse. O Seydlitz conseguiu passar pela frota britânica por volta das 1h12min e prosseguiu em segurança por seu caminho em direção ao Recife de Horns. Ele raspou por cima do recife por volta das 3h40min. Os seus dois giroscópios pararam de funcionar, assim o Pillau foi enviado para guiá-lo pelo restante do caminho. O Seydlitz estava em condição crítica às 15h30min: sua proa estava quase completamente submersa e a única flutuabilidade que permanecia na parte de vante do navio era a sala de torpedos da lateral. Preparações começaram a ser feitas para evacuar os feridos quando duas embarcações bombeadoras chegaram no local. Estes navios conseguiram estabilizar a inundação do Seydlitz e ele conseguiu se arrastar de volta ao porto. Chegou no rio Jade na manhã de 2 de junho, mas só conseguiu entrar na Entrada III da Eclusa de Wilhelmshaven no dia seguinte. No ápice, o Seydlitz chegou a estar inundado por 5 308 toneladas de água.
Às 3h55min ainda de 1º de junho, próximo do final da batalha, Hipper transmitiu um relatório a Scheer informando sobre os enormes danos que seus navios tinham sofrido. Nesta altura, o Derfflinger e o Von der Tann tinham apenas dois canhões funcionando, o Moltke estava inundado com mil toneladas de água, o Lützow tinha afundado e o Seydlitz estava seriamente danificado e com a situação piorando. Hipper relatou que o "I Grupo de Reconhecimento desta forma não era mais de qualquer valor para um combate sério, sendo consequentemente direcionado para voltar ao porto pelo Comandante Chefe, enquanto ele próprio determinou esperar desenvolvimentos próximos do Recife de Horns com a frota de batalha". O Seydlitz foi atingido por 21 projéteis grandes, dois projéteis de bateria secundária e um torpedo no decorrer da batalha. Sofreu 98 mortos dentre sua tripulação e 55 feridos. O navio disparou 376 projéteis de 283 milímetros, mas acertou apenas aproximadamente dez.

#### Restante da guerra
Os trabalhos de reparo no Seydlitz começaram em 15 de junho no Estaleiro Imperial de Wilhelmshaven e continuaram até 1º de outubro. O navio então realizou treinamentos individuais e retornou para a frota em novembro. Hipper voltou a fazer do Seydlitz sua capitânia já que o Lützow tinha afundado. O Seydlitz e o Moltke, junto com vários cruzadores e couraçados, partiram em 4 de novembro em direção de Bovbjerg no litoral dinamarquês a fim de recuperarem os encalhados submarinos SM U-20 e SM U-30.
Scheer começou no final de 1917 a usar suas forças rápidas para atacar comboios britânicos seguindo para a Noruega. Isto fez com que os britânicos passassem a destacar couraçados para protegerem os comboios, dando a Scheer a possibilidade de destruir uma esquadra destacada de Grande Frota. Scheer comentou que "Um ataque bem sucedido em tal comboio resultaria não apenas no afundamento de grande tonelagem, mas seria um grande sucesso militar, e iria ... forçar os ingleses a enviarem mais navios de guerra para águas nortenhas". Scheer ordenou completo silêncio nas comunicações sem fio em preparação para a operação. Isto impediu os britânicos de interceptarem e decodificarem as transmissões alemãs, algo que anteriormente tinha sido uma grande vantagem. Operação envolveria os cruzadores de batalha atacando o comboio e suas escoltas em 23 de abril de 1918 enquanto os couraçados da Frota de Alto-Mar ficariam dando apoio. A frota alemã partiu da Rada de Schillig às 5h00min para iniciar a operação.
Os cruzadores de batalha chegaram a uma posição a sessenta milhas náuticas (110 quilômetros) ao oeste de Egerö, na Noruega, às 5h20min de 24 de abril. ELes conseguiram chegar na rota do comboio sem serem detectados, mas a operação foi um fracasso por conta de inteligência ruim. Relatos de submarinos indicaram a Scheer que os comboios zarpavam no começou e meio da semana, mas um comboio tinha deixado Bergen na Noruega na terça dia 22 e outro Methil na Escócia na quinta dia 24. Consequentemente, não havia comboio para os cruzadores de batalha atacarem. Neste mesmo dia o Moltke perdeu uma de suas hélices e ficou seriamente danificado, com duas mil toneladas de água entrando no navio. Ele foi forçado a quebrar o silêncio das comunicações para informar sua condição, o que alertou os britânicos das atividades da Frota de Alto-Mar. Uma força de 31 couraçados e quatro cruzadores de batalha foi enviada, mas era muito tarde para interceptar os alemães. Estes alcançaram seus campos minados defensivos na manhã de 25 de abril, mas o Moltke foi torpedeado pelo submarino HMS E42 a quarenta milhas náuticas da Heligolândia, mas mesmo assim conseguiu voltar para casa.

### Fim de carreira

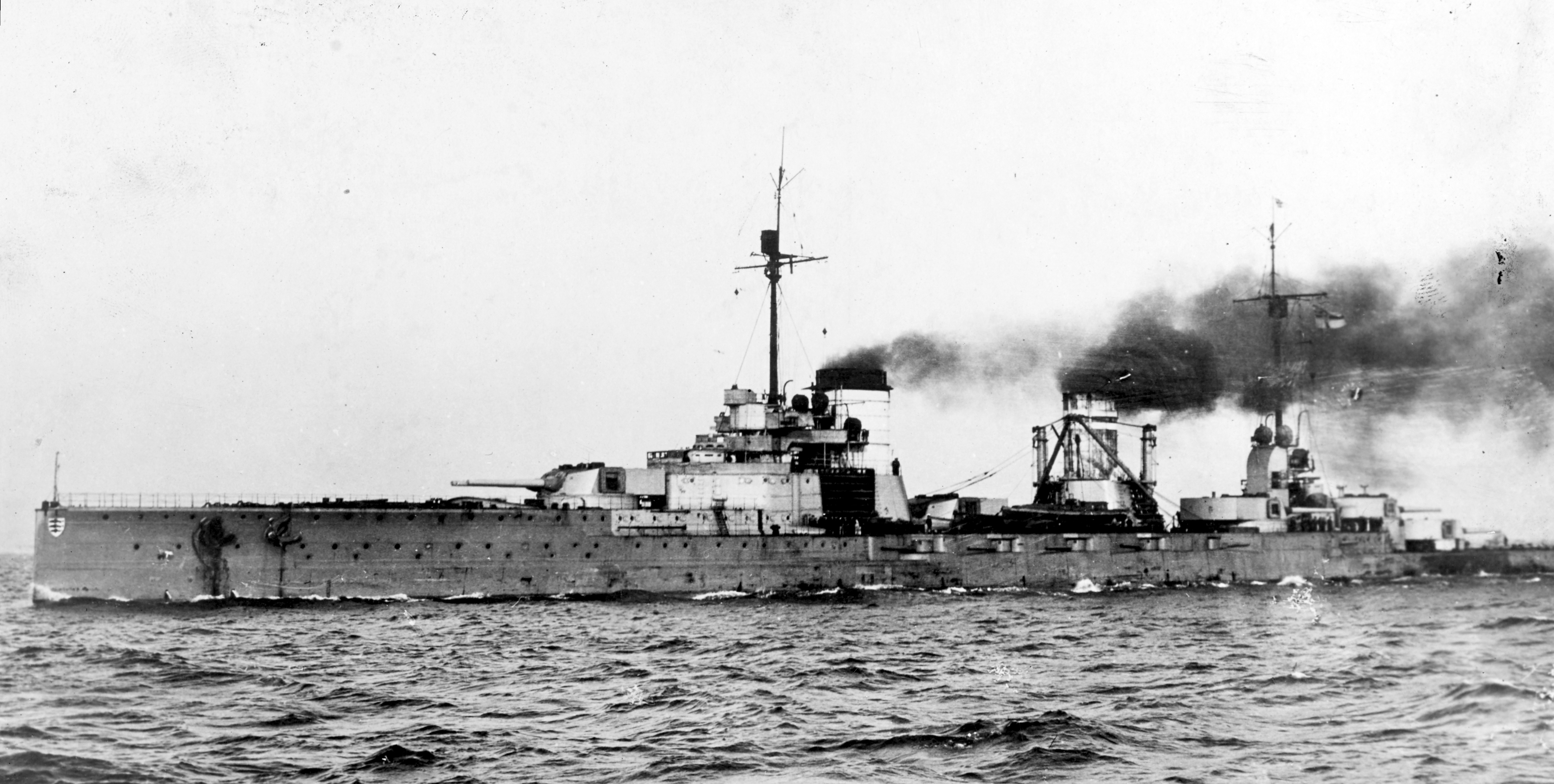
O Seydlitz seguindo para ser internado em Scapa Flow em 21 de novembro de 1918

O Seydlitz teria participado daquilo que essencialmente seria uma missão suicida da Frota de Alto-Mar pouco antes do fim da guerra, em que ela teria partido de Wilhelmshaven a fim de enfrentar a Grande Frota. Scheer, nesta altura comandante de toda a Marinha Imperial, que infligir o máximo de dano possível contra os britânicos para dar à Alemanha uma melhor posição de negociação, não importando o custo para a frota. Entretanto, marinheiros cansados da guerra começaram a deserdar aos montes enquanto os navios estavam se reunindo. Aproximadamente trezentos tripulantes do Derfflinger e Von der Tann pularam para fora das embarcações e desapareceram em terra enquanto passavam pelas eclusas que separavam o porto exterior do interior de Wilhelmshaven.
A ordem para partir foi dada em 24 de outubro, porém marinheiros de vários couraçados se amotinaram na noite do dia 29. Três embarcações da III Esquadra de Batalha se recusaram a partir, enquanto atos de sabotagem ocorreram a bordo dos couraçados SMS Thüringen e SMS Helgoland. Esta agitação por fim forçou Hipper e Scheer a cancelarem a operação. O imperador, ao ser informado da situação, exclamou que "Eu não tenho mais uma marinha". O motim se espalhou também para Kiel e alimentou a Revolução Alemã que continuou até depois do fim da guerra. A posição militar da Alemanha tornou-se insustentável e assim o governo foi convencido a assinar o armistício que encerrou a guerra.
A maior parte da Frota de Alto-Mar, agora sob o comando de Reuter, deveria de acordo com os termos do armistício ser internada na base britânica de Scapa Flow, nas Ilhas Órcades. O almirante Adolf von Trotha deixou claro para Reuter antes da partida que ele não poderia permitir que os Aliados tomassem as embarcações sob quaisquer condições. Os alemães deixaram sua base pela última vez em 21 de novembro e se encontraram com o cruzador rápido britânico HMS Cardiff, que os guiou para uma frota Aliada que os escoltou para Scapa Flow. A enorme frota era composta por aproximadamente 370 navios britânicos, estadunidenses e franceses. Os bloqueios de culatra dos canhões de todos os navios foram removidos ao chegarem, incapacitando assim seus armamentos, com suas tripulações sendo reduzidas para duzentos oficiais e marinheiros.

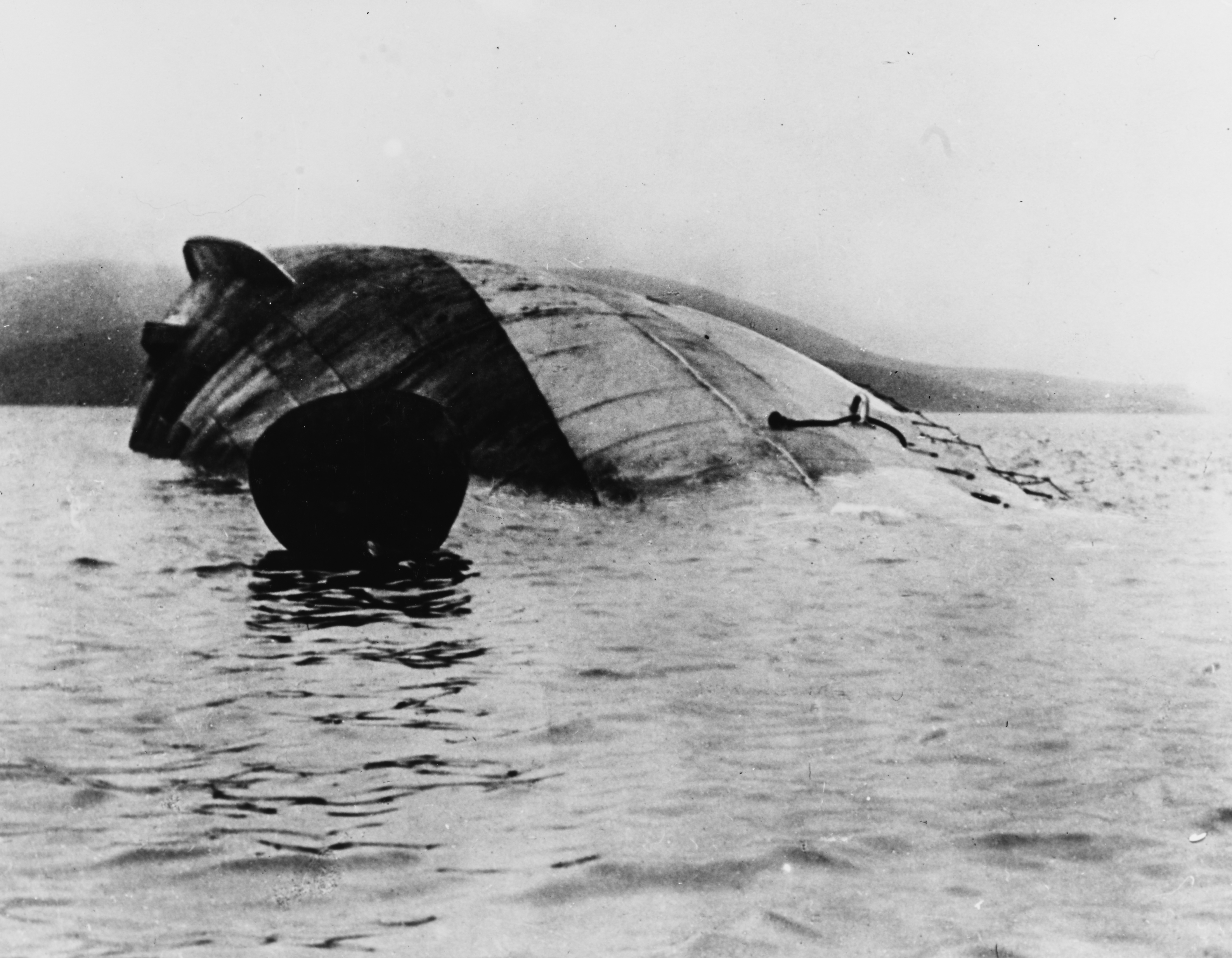
Os destroços emborcados do Seydlitz em Scapa Flow em 1919

A frota permaneceu em cativeiro durante os vários meses de negociações que levariam à criação do Tratado de Versalhes. Ficou aparente para Reuter durante este período que os britânicos tinham a intenção de tomar os navios alemães em 21 de junho de 1919, que era a data limite original para a Alemanha assinar o tratado. Entretanto, Reuter não sabia que a data tinha sido ampliada para o dia 23, assim ordenou que seus navios fossem deliberadamente afundados. A frota britânica deixou Scapa Flow na manhã do dia 21 para realizar manobras de treinamentos, com Reuter transmitindo a ordem de afundar às 11h20min. O Seydlitz afundou às 13h50min. Ele emborcou e seus destroços eram frequentemente confundidos com uma pequena ilha. Foi vendido como sucata para o empresário Ernest Cox, dono da empresa de resgate Cox and Danks, junto com um couraçado e 26 barcos torpedeiros que também tinham afundado.
A recuperação do Seydlitz foi difícil e o navio afundou de novo durante a primeira tentativa de reflutuá-lo, destruindo a maior dos equipamentos de resgate. Cox tentou novamente e desta vez ordenou que câmeras de filmagem e jornalistas estivessem presentes para que ele fosse filmado testemunhando a ocasião. O plano quase deu errado quando os destroços foram acidentalmente reflutuados enquanto Cox estava de férias na Suíça. Ele ordenou que a embarcação fosse afundada de novo, então voltou para Scapa Flow para estar presente no momento que o Seydlitz fosse reflutuado pela terceira vez. Isto ocorreu em 2 de novembro de 1928, com ele sendo levado ainda emborcado para ser desmontado em Rosyth em 1930. Seu sino foi recuperado e hoje está em exibição no Memorial Naval de Laboe, próximo de Kiel. Um de seus canhões de 149 milímetros que tinha sido removido em 1916 foi depois instalados no corsário Kormoran na Segunda Guerra Mundial.